# Moritz von Cohn
Baron Moritz von Cohn (geb. 19. September 1812 in Wörlitz; gest. 29. April 1900 in Dessau) war ein deutscher Privatbankier jüdischer Konfession.
Als Inhaber einer Dessauer Privatbank avancierte er zum Hofbankier der anhaltischen Herzöge und verwaltete darüber hinaus über mehrere Jahrzehnte auch das Privatvermögen des preußischen Kronprinzen und späteren Kaisers Wilhelm I. Moritz von Cohn machte sich zudem als kapitalstarker Finanzier des sich zu dieser Zeit entwickelnden Eisenbahnbaues in Deutschland verdient.

## Familie
Moritz von Cohn wurde als Moses Cohn, Sohn des jüdischen Kaufmanns Itzig Moses Hirsch Cohn aus Wörlitz und dessen Ehefrau Marianne Nathan geboren. Den Vornamen Moritz nahm er erst später an. Aus der Ehe mit Charlotte Wolff (* 1821), Tochter des jüdischen Bankiers Abraham Hirsch Wolff aus Bonn, ging die Tochter Julie hervor, die 1839 in Berlin geboren wurde. Die Ehe wurde bald darauf geschieden und Moritz Cohns Exfrau Charlotte ging eine weitere Verbindung mit dem Pariser Zeitungsverleger Moïse Polydore Millaud ein. Die Tochter Julie wuchs beim Vater auf.

## Leben

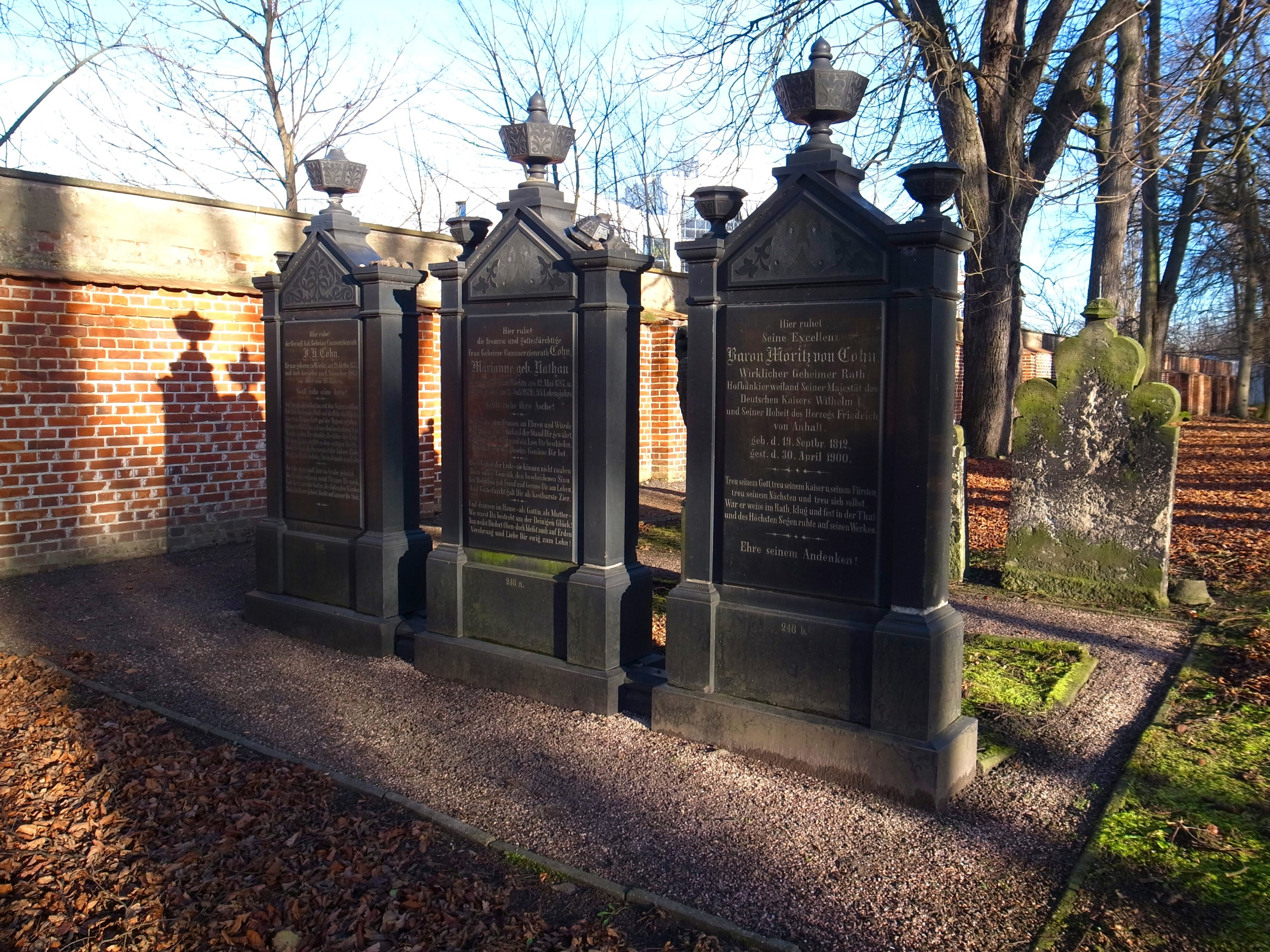
Ruhestätte in Dessau

1817 zog Vater Itzig H. Cohn mit seiner Familie von Wörlitz nach Dessau. Dort eröffnete er im gleichen Jahr mit herzoglicher Genehmigung ein als „I. H. Cohn“ firmiertes Leihhaus. Zum zehnjährigen Bestehen des Leihhauses trat der fünfzehnjährige Moritz Cohn 1827 im Bankgeschäft seines Vaters in die Lehre ein. 1830 wurde er Teilhaber. Begonnen hatte Moritz Cohn seine Ausbildung in der Dessauer Franzschule, die später zu einer der ersten Handelsschulen Deutschlands umgewandelt wurde.
Als künftiger Firmeninhaber sollte er wichtige Bankhäuser außerhalb Dessaus kennenlernen. Deshalb schickte ihn sein Vater 1837 auf mehrere Reisen, die ihn zu den einflussreichsten deutschen und ausländischen Bankhäusern führen sollte. Der angehende Bankier knüpfte im Verlauf dieser Geschäftsreisen tiefgreifende finanzielle Kontakte und Verbindungen, unter anderem zu den Frankfurter Bankhäusern Rothschild und Gebr. Bethmann sowie zu Sal. Oppenheim aus Köln. Er beteiligte sich ab 1839 intensiv an den Geschäften seines Vaters und errang in der Finanzwelt zunehmend Ansehen als Privatbankier und Eisenbahnfinanzier. Im Jahr 1850 übernahm Cohn vollends die Leitung des väterlichen Bankhauses und führte dieses bis zu seinem Tode.
Ab 1878 war von Cohn Mitglied der Berliner Gesellschaft der Freunde.
Durch die geschäftlichen Erfolge der Familie Cohn wurde das kleine Provinzbankhaus I. H. Cohn aus Dessau weit über die Grenzen Anhalts hinaus bekannt. Das beträchtliche Vermögen, das Baron Moritz von Cohn seiner kinderlosen Tochter Julie von Cohn-Oppenheim nach seinem Tode hinterließ, verwendete diese überwiegend für großzügige karitative Stiftungen in der Region Anhalt.

## Privat- und Hofbankier in Anhalt
Mit dem Ziel, die finanzielle Situation in den unteren und mittleren Bevölkerungsschichten zu verbessern, gründete die Landesregierung von Anhalt-Dessau 1833 ein herzogliches Sparkassensystem, mit dessen Konzession das Bankhaus I. H. Cohn von 1834 bis 1865 beauftragt wurde. In ihrer Funktion als herzoglich bestellte Verwalter des Sparkassengeschäfts gelang es den Cohns, erfolgreich sich einen Namen als seriöses und profitables Geldinstitut zu machen.
Durch diese Tätigkeit entwickelte sich eine enge Beziehung zwischen der Bankiersfamilie Cohn und der herzoglichen Regierung des Staates Anhalt-Dessau. In besonderen Finanzangelegenheiten wandte man sich nun überwiegend an das Bankhaus I. H. Cohn. Moritz Cohn, der 1850 zum Hofbankier des Herzogs ausgerufen worden war, verfestigte dabei den Ruf, ein schätzenswerter Bankier des Herzogs und Stütze der Finanzwirtschaft des Staates zu sein. 
So konnte beispielsweise 1854 eine große Schuldenlast der Regierungskasse, die mit dem Erlöschen der Linie Anhalt-Köthen und deren Übernahme nach Anhalt-Dessau entstanden war, durch großzügige Darlehen von Moritz Cohn getilgt werden. Aus Anlass einer Wirtschaftskrise beauftragte Herzog Leopold IV. 1857 seinen Hofbankier mit der Beschaffung eines Millionenkredits, um die herzogliche Landesbank vor dem Konkurs zu bewahren. Mit Cohns finanziellen Mitteln konnte das Institut bis 1863 saniert werden.

## Privat- und Hofbankier in Preußen
In den Wirren der Märzrevolution 1848 gelang es Moritz Cohn, auch die Gunst des späteren deutschen Kaisers Wilhelm I. zu gewinnen und sich als loyaler, monarchietreuer Verbündeter zu empfehlen. Der Bankier war zwei Jahre zuvor dem damaligen Kronprinzen auf Empfehlung des in Dessau lebenden preußischen Generalleutnant Graf Wilhelm Ludwig Viktor Henckel von Donnersmarck erstmals bekanntgemacht worden.
Auf Vermittlung des anhaltischen Herzogs Leopold IV. finanzierte der Dessauer Unternehmer einen zweimonatigen Aufenthalt in England, den der Prinz nach überstürzter Flucht auf Befehl seines Bruders und Königs Friedrich Wilhelm IV. unmittelbar nach den Berliner Barrikadenkämpfen von 1848 antreten musste.
Darauf gründend entwickelte sich ein intensives Vertrauensverhältnis, das Moritz Cohn zum privaten Vermögensverwalter des Hohenzollers werden ließ. In Anerkennung der ihm geleisteten Dienste ernannte ihn Wilhelm, kurz nach seinem Regierungsantritt als Prinzregent im Jahr 1859, offiziell zum Hofbankier des Prinzen von Preußen. In dieser Funktion betreute er Bittgesuche und Kreditanfragen an den Regenten, stellte diesem Bargeld und Kreditbriefe für Reisen und karitative Spenden zur Verfügung und wickelte umfangreiche Erwerbungen des Herrschers ab. Als Wilhelms langjähriger Schatullenverwalter gelang es Cohn, insbesondere durch Wertpapierspekulationen, das kaiserliche Privatvermögen beträchtlich zu erhöhen.
Cohn verwaltete schließlich auch den finanziellen Nachlass, den der Kaiser nach seinem Tod am 9. März 1888 hinterließ und übernahm im Vertrauen von Wilhelm auch die Finanzgeschäfte von dessen Sohn Friedrich III., dem nachfolgenden deutschen Kaiser und König von Preußen, der jedoch nur drei Monate regierte.

## Eisenbahnfinanzier

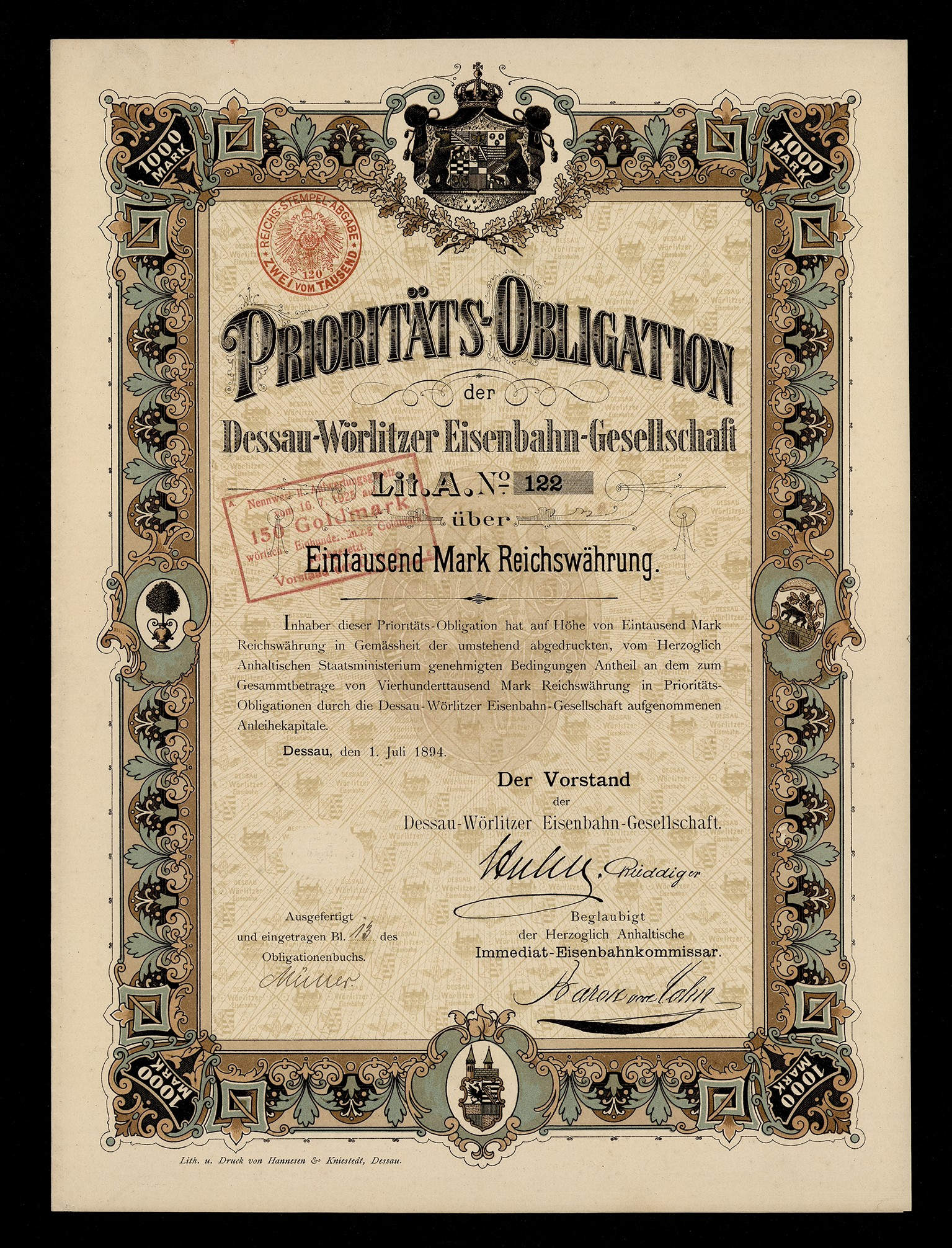
Obligation über 1000 Mark der Dessau-Wörlitzer Eisenbahn-Gesellschaft vom 1. Juli 1894 mit Unterschrift des Immediate-Eisenbahnkommissars Baron von Cohn

Mit der Errichtung der ersten deutschen Eisenbahnlinien ab 1835 begann das Eisenbahnzeitalter in Deutschland. In den folgenden Jahren wurden umfangreiche private und staatliche Ausgaben getätigt, um das Streckennetz der Eisenbahn überall in Deutschland auszubauen. Dabei beteiligten sich vor allem jüdische Privatbankiers mit erheblichen Investitionen an der Realisierung der zahlreichen Eisenbahnbauten, ohne die das deutsche Eisenbahnnetz nicht in der Ausdehnung und Geschwindigkeit hätte gebaut werden können.
Auch die Cohns nahmen Anteil an der wirtschaftlichen Entwicklung des Eisenbahngeschäfts und traten als Eisenbahnfinanziers in Erscheinung. Vor allem Moritz Cohn sorgte als Geschäftspartner und Bankier dafür, dass das Bankhaus I. H. Cohn wesentlich zur Finanzierung von Bau und Betrieb der Thüringischen Eisenbahn, der Werra-Eisenbahn-Gesellschaft und teilweise der Magdeburg-Halberstädter Eisenbahn beitragen konnte. Cohns Tätigkeit als Finanzier der Thüringischen Eisenbahn-Gesellschaft und seine damit verbundenen Verdienste zur Beschaffung von umfangreichen Investitionssummen waren schließlich auch Beweggrund für seine Baronisierung.

## Ehrungen
Die Anzahl der Orden und Titel, die Baron Moritz von Cohn von deutschen Herrscherhäusern erhielt, ist groß. Dazu zählen vor allem anhaltische und preußische Ehrungen, aber auch hohe Auszeichnungen weiterer deutscher Fürsten. So empfing der Bankier für seine Leistungen allein sechs Großkreuze, die als höchste Auszeichnungen der Herrscher galten. In diesem Ausmaß wurden lediglich wenige hohe Staatsbeamte und Militärs geehrt.
Im Jahre 1889 erhielt er das selten verliehene Großkreuz mit Brillanten im Orden vom Zähringer Löwen.
In Anerkennung seiner Dienste wurden ihm im Verlauf seiner Karriere auch zahlreiche Titel verliehen. Als er 1892 zum Ehrenbürger der Stadt Dessau ernannt wurde, bekleidete er zugleich die Titel Geheimer Finanzrat von Anhalt, Wirklicher Geheimer Rat von Sachsen-Coburg/Gotha und Geheimer Oberfinanzrat von Preußen. Bereits im Jahr 1869 war er, aufgrund seiner Verdienste um den Eisenbahnbau, durch Herzog Ernst II. von Sachsen-Coburg und Gotha und nicht zuletzt auch auf Geheiß von Wilhelm I. in den erblichen sächsischen Adelsstand erhoben worden.